# ملکه هایدی

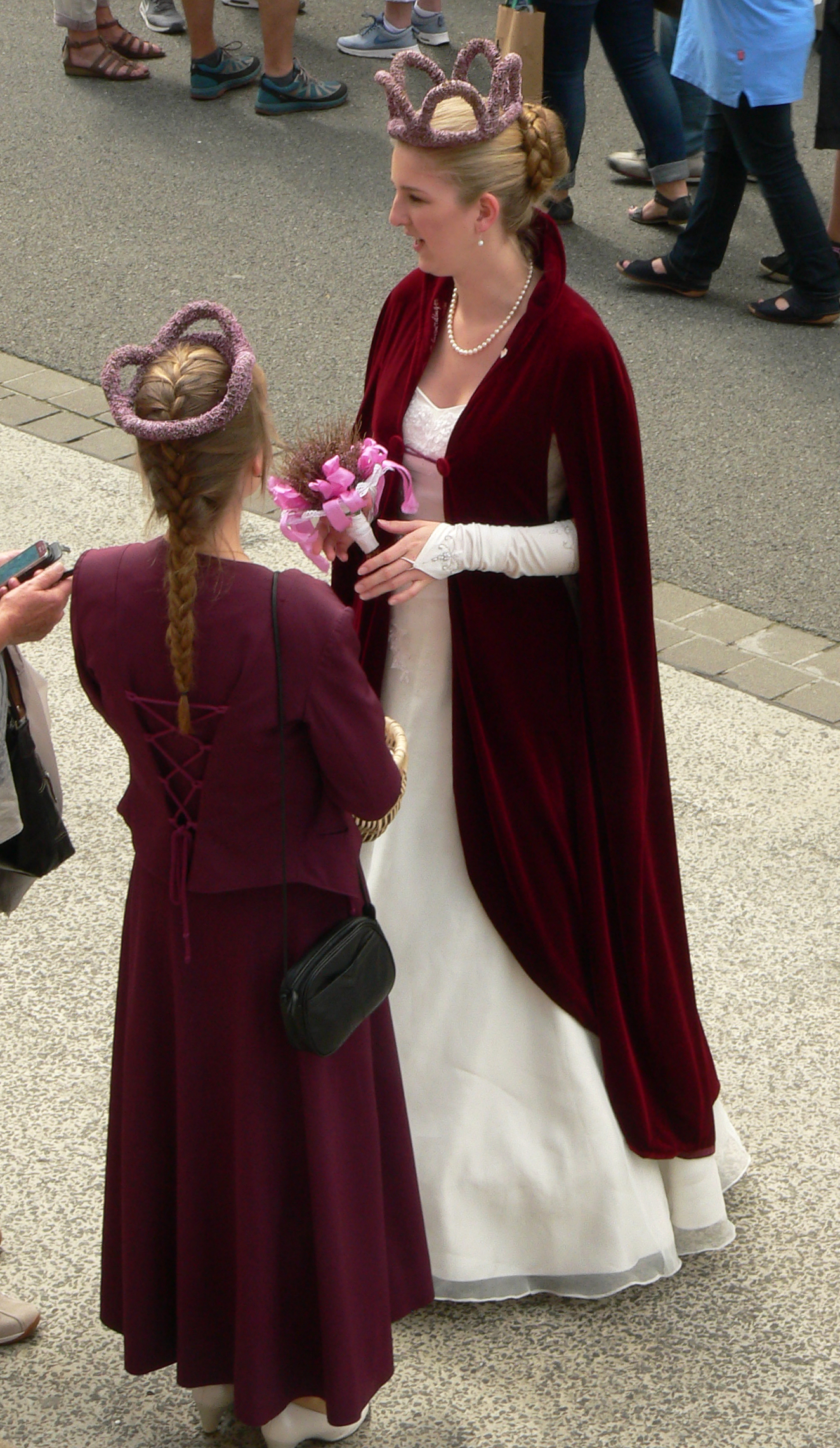
ملکه هایدی از Schneverdingen، ۲۰۱۷

ملکه هایدی نماینده یک مکان یا منطقه خاص است که بیشتر در یک منطقه گرمسیری واقع شده‌است که به مدت یک سال به عنوان ملکه  انتخاب می‌شود که معمولاً به عنوان بخشی از یک جشنواره، مانند جشنواره شکوفه‌های هدر جشن گرفته می‌شود. روند انتخابات از مکانی به مکان دیگر متفاوت است.

## مکان‌های برگزاری
مراسم انتخاب ملکه هایدی به ویژه در لونبورگ در نیدرزاکسن بسیار باشکوه است. شناخته شده‌ترین انتخابات از سال ۱۹۲۲ در اشنفردینگن و از سال ۱۹۴۹ در امیلین‌گاسن برگزار شده‌است، جایی که همتای مرد، Heidebock، نیز از سال ۱۹۵۵ انتخاب شده‌است. ملکه هایدی آملینهاوزن از سال ۱۹۵۰ به عنوان بخشی از جشنواره شکوفه‌های هایدی انتخاب شده‌است. احتمالاً برجسته‌ترین ملکه سابق هایدی جنی الورز از آملینهاوزن است. سایر مکان‌های لونبورگ عبارتند از: گیفهورن، میسندورف، آندلوه، هولم- سپنسن، اسپراکنسل، ویتورف، باون و نمیتز (نمیتز هیث).
اما در خارج از لونبورگ نیز گاه به گاه انتخابات کوئینز برگزار می‌شود. جامعه کولبیتس در Colbitz-Letzlinger Heide در زاکسن-آنهالت و جامعه شتاینهاگن در حفاظتگاه طبیعی Feuchtwiese Vennheide در نوردراین-وستفالن هر سال یک ملکه انتخاب می‌کنند. در جشنواره سالانه هیث در زولسدورف در براندنبورگ، هم زنان و هم مردان می‌توانند به عنوان پادشاه هایدی انتخاب شوند.
انتخابات در سطح بین‌المللی نیز برگزار می‌شود. در فورث، اسکاتلند، از سال ۱۹۳۲ مراسم ملکه هایدی وجود دارد. در طول بازی‌های هایلند در Otago، نیوزیلند، یکی از موارد در دستور کار انتخاب یک ملکه هدر است. در شهر هلندی اِد هر ساله دو ملکه هدر به عنوان بخشی از هفته هایدی انتخاب می‌شوند.

## ملکه هایدی در هنر و فرهنگ

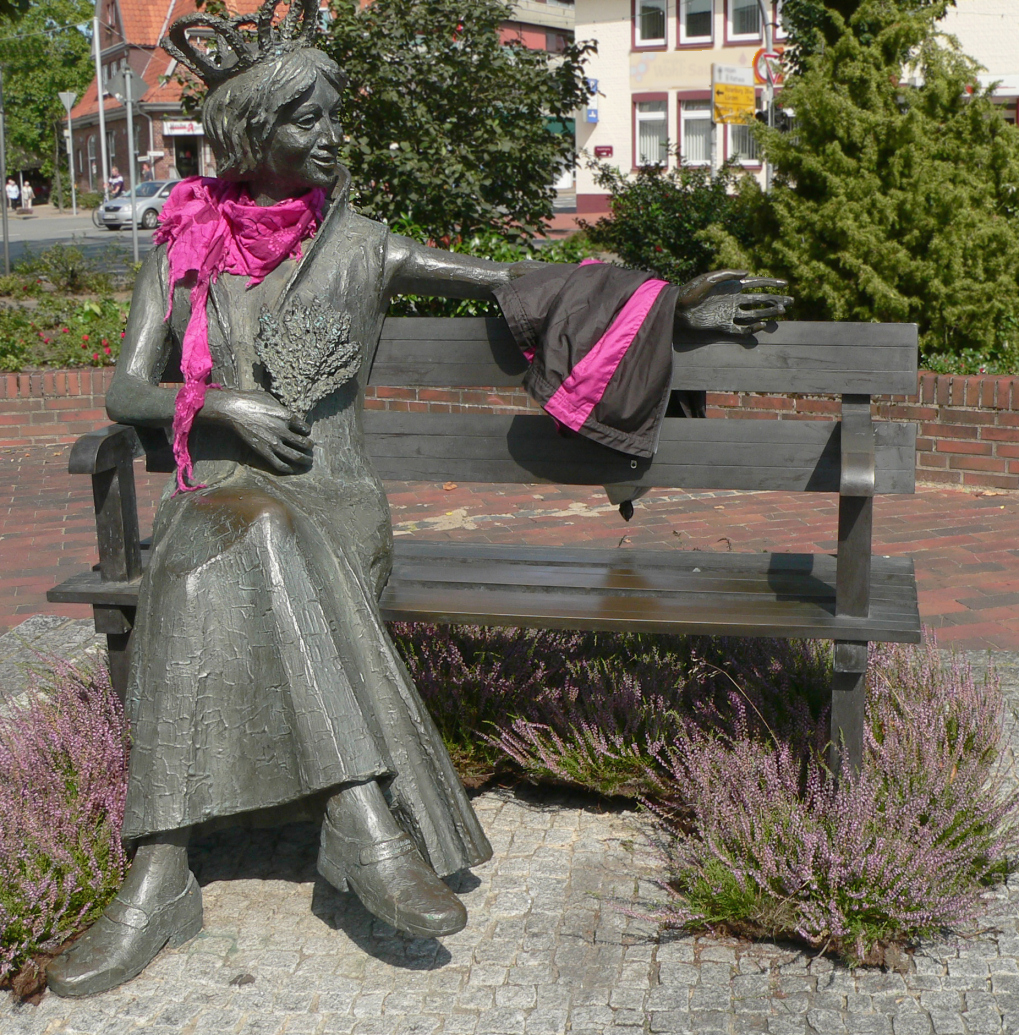
مجسمه ملکه هایدی اثر Frijo Müller-Belecke در Schneverdingen

نویسنده آنا هاتنر گرف (۱۸۶۷–۱۹۴۶) رمان سوزان دوابری، مرگ هایدکنیگین را در سال ۱۹۲۹ منتشر کرد. نویسنده الیزابت شرودر (۱۸۷۷–۱۹۵۳) نمایشنامه ای افسانه ای با عنوان Die Heidekönigin نوشت. کتاب کودکان Anne Teipel Das Heidekrönchen در سال ۱۹۵۰ داستان عشق بین هایدماری، ملکه هدر و یک پادشاه را روایت می‌کند.
در فیلم 1960 When the Heath is in Bloom، قهرمان داستان آن هارکورت با بازی ورونیکا بایر در پایان فیلم به عنوان ملکه هایدی انتخاب می‌شود.
Friedrich-Josef "Frijo" Müller-Belecke (1932-2008) مجسمه ای برنزی با عنوان ملکه هایدی ساخت که در سال ۲۰۰۱ در Schneverdingen نصب شد.